# Final de la Copa de Oro de la Concacaf 2011
La final de la Copa Oro de la Concacaf 2011 fue la undécima final de la Copa Oro de la Concacaf. El partido se llevó a cabo el 25 de junio de 2011 y se llevó a cabo en el Rose Bowl de Pasadena, Estados Unidos. Por tercera final consecutiva, los Estados Unidos y México disputaron la final, México siendo el campeón defensor. La final fue la séptimo de México en la historia de la Copa de Oro, mientras que fue la octava final de los Estados Unidos, y su cuarta final consecutiva.
Por segundo año consecutivo, México defendió su título de la Copa Oro contra Estados Unidos contrarrestando el 2-0 en contra al final del primer tiempo, derrotándolos 4:2 en la final. Por parte de México Pablo Barrera marcó el primer y tercer gol de México, mientras que Andrés Guardado marcó el segundo y por último Giovani dos Santos marcó el mejor gol del torneo en el cual se quitó la marca del arquero Tim Howard e incrustó el balón en el ángulo de la portería. Michael Bradley y Landon Donovan anotaron los dos goles de los Estados Unidos en el primer tiempo. México obtuvo una plaza en la Copa FIFA Confederaciones 2013 en Brasil como el representante de la Concacaf.

### Finales jugadas anteriormente
| Equipo         | Finales jugadas anteriormente           |
| -------------- | --------------------------------------- |
| Estados Unidos | 1991, 1993, 1998, 2002,2005, 2007,2009) |
| México         | 1993, 1996, 1998, 2003, 2007, 2009      |

## Enfrentamiento
| Bandera de Estados Unidos | vs. | Bandera de México |
| Estados Unidos 2          | vs. | México 4          |

## Antecedentes
El siguiente cuadro muestra el historial de enfrentamientos en ediciones anteriores de la Copa Oro de la Concacaf entre los equipos.
| Partido                   | Antecedentes | Antecedentes | Antecedentes              | Antecedentes |
| Partido                   | Edición      | Fase         | Resultado                 | Ref.         |
| ------------------------- | ------------ | ------------ | ------------------------- | ------------ |
| Estados Unidos vs. México | 1991         | Semifinal    | Estados Unidos 2:0 México | [ 4 ]        |
| Estados Unidos vs. México | 1993         | Final        | México 4:0 Estados Unidos | [ 5 ]        |
| Estados Unidos vs. México | 1998         | Final        | Estados Unidos 0:1 México | [ 6 ]        |
| Estados Unidos vs. México | 2007         | Final        | Estados Unidos 2:1 México | [ 7 ]        |
| Estados Unidos vs. México | 2009         | Final        | Estados Unidos 0:5 México | [ 8 ]        |

## Camino a la final
| Selección      | Pts. | PJ | PG | PE | PP | GF | GC | Dif |
| -------------- | ---- | -- | -- | -- | -- | -- | -- | --- |
| Panamá         | 7    | 3  | 2  | 1  | 0  | 6  | 4  | 2   |
| Estados Unidos | 6    | 3  | 2  | 0  | 1  | 4  | 2  | 2   |
| Canadá         | 4    | 3  | 1  | 1  | 1  | 2  | 3  | -1  |
| Guadalupe      | 0    | 3  | 0  | 0  | 3  | 2  | 5  | -3  |

| Selección   | Pts. | PJ | PG | PE | PP | GF | GC | Dif |
| ----------- | ---- | -- | -- | -- | -- | -- | -- | --- |
| México      | 9    | 3  | 3  | 0  | 0  | 14 | 1  | 13  |
| Costa Rica  | 4    | 3  | 1  | 1  | 1  | 7  | 5  | 2   |
| El Salvador | 4    | 3  | 1  | 1  | 1  | 7  | 7  | 0   |
| Cuba        | 0    | 3  | 0  | 0  | 3  | 1  | 16 | -15 |

## Partido
| 12    | POR   | Alfredo Talavera        |     |
| 16    | DEF   | Efraín Juárez           |     |
| 4     | DEF   | Rafael Márquez          | 42' |
| 3     | DEF   | Carlos Salcido          | 28' |
| 15    | DEF   | Héctor Moreno           |     |
| 8     | MED   | Israel Castro           |     |
| 6     | MED   | Gerardo Torrado         |     |
| 18    | MED   | Andrés Guardado         |     |
| 7     | MED   | Pablo Barrera           | 75' |
| 10    | DEL   | Giovanni Dos Santos     |     |
| 14    | DEL   | Javier Hernández        |     |
| D. T. | D. T. | José Manuel de la Torre |     |

| 1     | POR   | Tim Howard       |     |
| 6     | DEF   | Steve Cherundolo | 11' |
| 3     | DEF   | Carlos Bocanegra |     |
| 21    | DEF   | Clarence Goodson |     |
| 14    | DEF   | Eric Lichaj      |     |
| 22    | MED   | Alejandro Bedoya | 63' |
| 4     | MED   | Michael Bradley  |     |
| 13    | MED   | Jermaine Jones   |     |
| 8     | MED   | Clint Dempsey    |     |
| 10    | DEL   | Landon Donovan   |     |
| 20    | DEL   | Freddy Adu       | 86' |
| D. T. | D. T. | Bob Bradley      |     |

| 20 | Defensa        | Jorge Torres         | 28' |
| 2  | Defensa        | Héctor Reynoso       | 42' |
| 13 | Centrocampista | Jesús Eduardo Zavala | 75' |

| 12 | Defensa        | Jonathan Bornstein | 11' |
| 9  | Delantero      | Juan Agudelo       | 63' |
| 16 | Centrocampista | Sacha Kljestan     | 86' |

| 29' · 36' · 50' · 76' | Pablo Barrera Andrés Guardado Pablo Barrera Giovani dos Santos | 1:2 2:2 3:2 4:2 |

| 8' · 23' | Michael Bradley Landon Donovan | 0:1 0:2 |

| 81' | Jorge Torres Nilo |

| 32' · 87' · 88' | Landon Donovan Clint Dempsey Jermaine Jones |

| Otorgado · Otorgado otra vez · Expulsado | Jermaine Jones |

| Principal  | Joel Aguilar   |
| Asistentes | Héctor Vergara |
|            | William Torres |
| Cuarto     | Walter López   |

|  |                    |     |     |
|  | Tiros              | 9   | 7   |
|  | Tiros a puerta     | 8   | 4   |
|  | Faltas             | 10  | 19  |
|  | Saques de esquina  | 5   | 3   |
|  | Fueras de juego    | 7   | 0   |
|  | Posesión del balón | 54% | 46% |

| 12    | POR   | Alfredo Talavera        |     |
| 16    | DEF   | Efraín Juárez           |     |
| 4     | DEF   | Rafael Márquez          | 42' |
| 3     | DEF   | Carlos Salcido          | 28' |
| 15    | DEF   | Héctor Moreno           |     |
| 8     | MED   | Israel Castro           |     |
| 6     | MED   | Gerardo Torrado         |     |
| 18    | MED   | Andrés Guardado         |     |
| 7     | MED   | Pablo Barrera           | 75' |
| 10    | DEL   | Giovanni Dos Santos     |     |
| 14    | DEL   | Javier Hernández        |     |
| D. T. | D. T. | José Manuel de la Torre |     |

| 1     | POR   | Tim Howard       |     |
| 6     | DEF   | Steve Cherundolo | 11' |
| 3     | DEF   | Carlos Bocanegra |     |
| 21    | DEF   | Clarence Goodson |     |
| 14    | DEF   | Eric Lichaj      |     |
| 22    | MED   | Alejandro Bedoya | 63' |
| 4     | MED   | Michael Bradley  |     |
| 13    | MED   | Jermaine Jones   |     |
| 8     | MED   | Clint Dempsey    |     |
| 10    | DEL   | Landon Donovan   |     |
| 20    | DEL   | Freddy Adu       | 86' |
| D. T. | D. T. | Bob Bradley      |     |

| 20 | Defensa        | Jorge Torres         | 28' |
| 2  | Defensa        | Héctor Reynoso       | 42' |
| 13 | Centrocampista | Jesús Eduardo Zavala | 75' |

| 12 | Defensa        | Jonathan Bornstein | 11' |
| 9  | Delantero      | Juan Agudelo       | 63' |
| 16 | Centrocampista | Sacha Kljestan     | 86' |

| 29' · 36' · 50' · 76' | Pablo Barrera Andrés Guardado Pablo Barrera Giovani dos Santos | 1:2 2:2 3:2 4:2 |

| 8' · 23' | Michael Bradley Landon Donovan | 0:1 0:2 |

| 81' | Jorge Torres Nilo |

| 32' · 87' · 88' | Landon Donovan Clint Dempsey Jermaine Jones |

| Otorgado · Otorgado otra vez · Expulsado | Jermaine Jones |

| Principal  | Joel Aguilar   |
| Asistentes | Héctor Vergara |
|            | William Torres |
| Cuarto     | Walter López   |

|  |                    |     |     |
|  | Tiros              | 9   | 7   |
|  | Tiros a puerta     | 8   | 4   |
|  | Faltas             | 10  | 19  |
|  | Saques de esquina  | 5   | 3   |
|  | Fueras de juego    | 7   | 0   |
|  | Posesión del balón | 54% | 46% |

| 12    | POR   | Alfredo Talavera        |     |
| 16    | DEF   | Efraín Juárez           |     |
| 4     | DEF   | Rafael Márquez          | 42' |
| 3     | DEF   | Carlos Salcido          | 28' |
| 15    | DEF   | Héctor Moreno           |     |
| 8     | MED   | Israel Castro           |     |
| 6     | MED   | Gerardo Torrado         |     |
| 18    | MED   | Andrés Guardado         |     |
| 7     | MED   | Pablo Barrera           | 75' |
| 10    | DEL   | Giovanni Dos Santos     |     |
| 14    | DEL   | Javier Hernández        |     |
| D. T. | D. T. | José Manuel de la Torre |     |

| 1     | POR   | Tim Howard       |     |
| 6     | DEF   | Steve Cherundolo | 11' |
| 3     | DEF   | Carlos Bocanegra |     |
| 21    | DEF   | Clarence Goodson |     |
| 14    | DEF   | Eric Lichaj      |     |
| 22    | MED   | Alejandro Bedoya | 63' |
| 4     | MED   | Michael Bradley  |     |
| 13    | MED   | Jermaine Jones   |     |
| 8     | MED   | Clint Dempsey    |     |
| 10    | DEL   | Landon Donovan   |     |
| 20    | DEL   | Freddy Adu       | 86' |
| D. T. | D. T. | Bob Bradley      |     |

| 20 | Defensa        | Jorge Torres         | 28' |
| 2  | Defensa        | Héctor Reynoso       | 42' |
| 13 | Centrocampista | Jesús Eduardo Zavala | 75' |

| 12 | Defensa        | Jonathan Bornstein | 11' |
| 9  | Delantero      | Juan Agudelo       | 63' |
| 16 | Centrocampista | Sacha Kljestan     | 86' |

| 29' · 36' · 50' · 76' | Pablo Barrera Andrés Guardado Pablo Barrera Giovani dos Santos | 1:2 2:2 3:2 4:2 |

| 8' · 23' | Michael Bradley Landon Donovan | 0:1 0:2 |

| 81' | Jorge Torres Nilo |

| 32' · 87' · 88' | Landon Donovan Clint Dempsey Jermaine Jones |

| Otorgado · Otorgado otra vez · Expulsado | Jermaine Jones |

| Principal  | Joel Aguilar   |
| Asistentes | Héctor Vergara |
|            | William Torres |
| Cuarto     | Walter López   |

|  |                    |     |     |
|  | Tiros              | 9   | 7   |
|  | Tiros a puerta     | 8   | 4   |
|  | Faltas             | 10  | 19  |
|  | Saques de esquina  | 5   | 3   |
|  | Fueras de juego    | 7   | 0   |
|  | Posesión del balón | 54% | 46% |

| 12    | POR   | Alfredo Talavera        |     |
| 16    | DEF   | Efraín Juárez           |     |
| 4     | DEF   | Rafael Márquez          | 42' |
| 3     | DEF   | Carlos Salcido          | 28' |
| 15    | DEF   | Héctor Moreno           |     |
| 8     | MED   | Israel Castro           |     |
| 6     | MED   | Gerardo Torrado         |     |
| 18    | MED   | Andrés Guardado         |     |
| 7     | MED   | Pablo Barrera           | 75' |
| 10    | DEL   | Giovanni Dos Santos     |     |
| 14    | DEL   | Javier Hernández        |     |
| D. T. | D. T. | José Manuel de la Torre |     |

| 1     | POR   | Tim Howard       |     |
| 6     | DEF   | Steve Cherundolo | 11' |
| 3     | DEF   | Carlos Bocanegra |     |
| 21    | DEF   | Clarence Goodson |     |
| 14    | DEF   | Eric Lichaj      |     |
| 22    | MED   | Alejandro Bedoya | 63' |
| 4     | MED   | Michael Bradley  |     |
| 13    | MED   | Jermaine Jones   |     |
| 8     | MED   | Clint Dempsey    |     |
| 10    | DEL   | Landon Donovan   |     |
| 20    | DEL   | Freddy Adu       | 86' |
| D. T. | D. T. | Bob Bradley      |     |

| 20 | Defensa        | Jorge Torres         | 28' |
| 2  | Defensa        | Héctor Reynoso       | 42' |
| 13 | Centrocampista | Jesús Eduardo Zavala | 75' |

| 12 | Defensa        | Jonathan Bornstein | 11' |
| 9  | Delantero      | Juan Agudelo       | 63' |
| 16 | Centrocampista | Sacha Kljestan     | 86' |

| 29' · 36' · 50' · 76' | Pablo Barrera Andrés Guardado Pablo Barrera Giovani dos Santos | 1:2 2:2 3:2 4:2 |

| 8' · 23' | Michael Bradley Landon Donovan | 0:1 0:2 |

| 81' | Jorge Torres Nilo |

| 32' · 87' · 88' | Landon Donovan Clint Dempsey Jermaine Jones |

| Otorgado · Otorgado otra vez · Expulsado | Jermaine Jones |

| Principal  | Joel Aguilar   |
| Asistentes | Héctor Vergara |
|            | William Torres |
| Cuarto     | Walter López   |

|  |                    |     |     |
|  | Tiros              | 9   | 7   |
|  | Tiros a puerta     | 8   | 4   |
|  | Faltas             | 10  | 19  |
|  | Saques de esquina  | 5   | 3   |
|  | Fueras de juego    | 7   | 0   |
|  | Posesión del balón | 54% | 46% |

|                   |
| Bandera de México |
| Campeón México    |
| 9.no título       |